# Macrorhynchia disjuncta
Macrorhynchia disjuncta är en nässeldjursart som först beskrevs av Francois Jules Pictet de la Rive 1893.  Macrorhynchia disjuncta ingår i släktet Macrorhynchia och familjen Aglaopheniidae. Inga underarter finns listade i Catalogue of Life.